# Referendum in Sudafrica del 1992
Il referendum del 1992 in Sudafrica si è tenuto il 17 marzo, per approvare la continuazione delle trattative volte ad abolire l'apartheid, riformando così la Costituzione. Il risultato della consultazione elettorale ha portato alla vittoria del sì.

## Iniziativa referendaria
Nel giro di pochi mesi, la storia del Sudafrica visse nuovi e importantissimi eventi: l'11 febbraio del 1990 Nelson Mandela uscì dalla prigione Victor Verster a Paarl, vicino a Città del Capo; il 21 marzo successivo l'Africa sudoccidentale divenne indipendente sotto il nome di Namibia; a maggio il governo iniziò i colloqui con l'African National Congress; a giugno lo stato d'emergenza venne revocato e l'ANC concordò un cessate il fuoco; nel 1991 furono aboliti gli atti che limitavano la proprietà fondiaria, specificavano aree di vita separate e classificavano le persone per razza.
L'iniziativa volta a proporre il referendum è stata presa dall'allora presidente Frederik de Klerk, anche alla luce dei gravi episodi di violenza che si stavano abbattendo sul Paese per l'opposizione a portare avanti trattative volte all'abolizione dell'apartheid. A tale consultazione referendaria poterono votare unicamente i cittadini sudafricani bianchi e ciò non è stato ostacolato dall'African National Congress, non rilevando altre alternative. Fu l'ultima votazione nel Paese rivolta a una sola etnia.

## Il quesito
Il referendum proponeva all'elettore un unico quesito che recitava: Lei è favorevole a continuare il negoziato avviato dal Capo dello Stato il 2 febbraio 1990, che ha come scopo la redazione di una nuova Costituzione, attraverso il dialogo?'

## Posizioni politiche

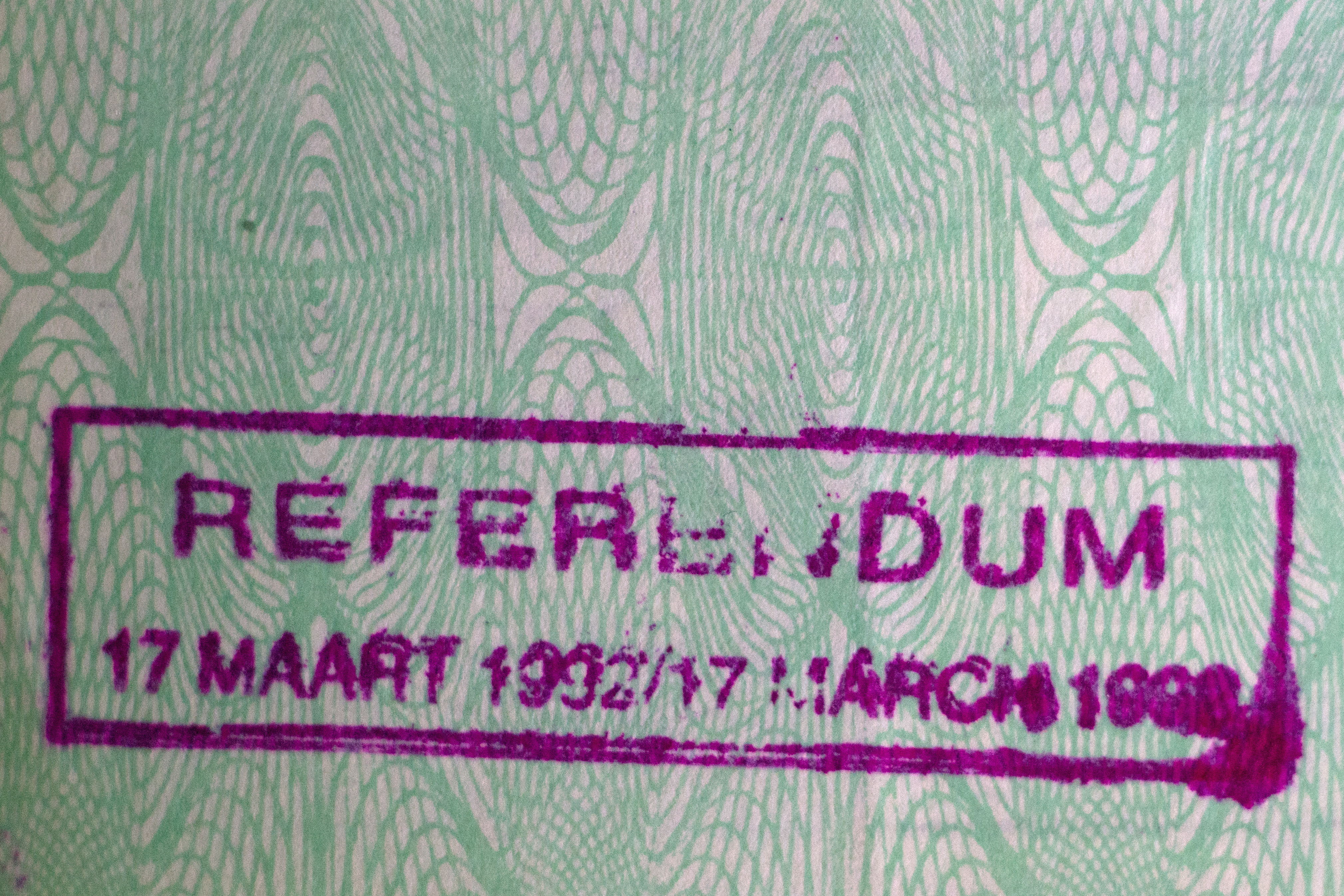
Timbro sul documento d'identità di un elettore che attesta la sua partecipazione al referendum del 1992.

Tra i gruppi politici che si sono schierati espressamente per votare no alla consultazione, vi erano l'inkatha Freedom Party, partito politico rappresentativo dell'etnia zulu che vantava una forte presenza nella regione di Natal e nei sobborghi di Johannesburg. Tale partito contestava espressamente il potere rappresentativo dei partiti seduti al tavolo negoziale, in particolar modo quello dell'African National Congress. Tra i contrari al referendum vi erano anche i partiti politici di estrema destra, in particolare l'Afrikaner Weerstandsbeweging, esponente degli interessi degli afrikaner e il Partito Conservatore.
I favorevoli erano, oltre il partito di governo, anche l'African National Congress presieduto da Nelson Mandela.
Nel mondo economico, la finanza, il settore estrattivo e, in generale, l'industria si erano schierati per il sì.

## Voto e Risultato
Il voto poteva essere espresso soltanto dai cittadini sudafricani di razza bianca, pertanto l'elettore doveva dimostrarne l'appartenenza al momento in cui si presentava al seggio. In caso di incertezza, gli scrutatori effettuavano un controllo nei registri della popolazione mediante una postazione elettronica. Ciò in quanto le carte d'identità sudafricane non riportavano, tra i vari dati, la razza del titolare.

### Dettagli scrutinio

Risultati in base alle regioni

| Opzione                            | Votanti   | %     |
| ---------------------------------- | --------- | ----- |
| Sì                                 | 1,924,186 | 68,73 |
| No                                 | 875,619   | 31,27 |
| Schede nulle o bianche             | 5.142     |       |
| Totale                             | 2.804.947 | 100   |
| Affluenza                          | 2.799.805 | 85,10 |
| Fonte: africanelections.tripod.com |           |       |